# هریس (مینه‌سوتا)
هریس، مینه‌سوتا (به انگلیسی: Harris, Minnesota) یک شهر در ایالات متحده آمریکا است که در شهرستان چیساکو، مینه‌سوتا واقع شده‌است.

## خصوصیات
هریس ۵۱٫۹۶ کیلومترمربع مساحت و ۱٬۱۳۲ نفر جمعیت دارد و ۲۷۶ متر بالاتر از سطح دریا واقع شده‌است.